# Åltjärnen (Själevads socken, Ångermanland)
Åltjärnen är en sjö i Örnsköldsviks kommun i Ångermanland och ingår i Idbyåns huvudavrinningsområde.